# Neotyphodium uncinatum
Neotyphodium uncinatum är en svampart som först beskrevs av W. Gams, Petrini & D. Schmidt, och fick sitt nu gällande namn av Glenn, C.W. Bacon & Hanlin 1996. Neotyphodium uncinatum ingår i släktet Neotyphodium och familjen Clavicipitaceae.   Inga underarter finns listade i Catalogue of Life.